# 林玲慧
林玲慧（Lin Ling-Hui），台灣女高音聲樂家。

## 生平
林玲慧1999年畢業於國立台灣藝術專科學校音樂科，師事陳榮光。2000年進入布雷西亞音樂學院，師事朱苔麗。2004年以最高成績畢業後，她繼續進修聲樂、室內樂雙主修學位，並在2007、2011年以最高成績獲得文憑。
林懷民以她為中心設計歌劇音樂會《大家都叫我咪咪》，由她分飾普契尼歌劇中之女角。除了林懷民擔任導演，節目陣容包括男高音崔勝震、鋼琴家王佩瑤，樂評焦元溥擔任策畫及導聆。節目原定於2020年3月推出，COVID-19疫情使該月場次延期，6月27日臺中國家歌劇院的演出因此成為首演。原定衛武營國家藝術文化中心的首演，改至同年9月20日；雲門劇場的場次歷經兩度延期，最終訂於2021年11月27日。節目亦巡迴至嘉義縣表演藝術中心（2021年10月2日）、臺東藝文中心（2021年12月19日）、屏東演藝廳（2022年3月27日）。
林玲慧任教於國立臺北教育大學音樂系，擔任專任教授。

## 專輯
- 《Songs》（2011）；Fuori Rotta Music
- 《樂典08－錢南章》（2012）；國家交響樂團
- 《Ugoletti: Accordion & Guitar Concerto, Dickinson Arias》（2014）；Brilliant Classics
- 《Ugoletti: Lieder》（2015）；Claudio Bonometti（鋼琴）；Aldebaran Editions
- 《Ugoletti & Clapasson: Cantate》（2015）；Aldebaran Editions

## 外部連結
- 【女高音／林玲慧】 （页面存档备份，存于） 歐普思音樂藝術
- 林玲慧的Instagram帳戶